# Sandnes
Sandnes er en by og kommune i Rogaland fylke i Norge. Den grænser til Stavanger, Gjesdal, Time, Klepp og Sola. Fra 1. januar 2020 bliver Forsand  lagt sammen med   Sandnes.
Sandnes kommune er med omkring 70.000 indbyggere (Sandnes Kommune fik i desember 2012 indbygger nr. 70.000.) Norges 9. største kommune (8. største by).
Indbyggerantallet den 1. januar 1980 var 36.228. Gennem de sidste 20 år har Sandnes således øget sit indbyggertal med et gennemsnit på 1,9%, eller ca. 800 personer hvert år. Sandnes er Norges hurtigst voksende by. Meget tyder på, at væksten vil fortsætte med samme tempo de kommende år. 
Sammen med Stavanger og dele af flere andre kommuner udgør dobbeltbyen Stavanger/Sandnes en befolkning på 177.337 pr. 1.1.2006. Dette er landets tredjestørste sammenhængende byområde. 

## Historie
Sandnes bosætningshistorie kan spores 6-7.000 år tilbaage. Fra 1664 findes der konkrete registreringer af, at der boede mennesker. I 1860 fik Sandnes status som ladested og kommune og fejrer dermed 150 års jubilæum i 2010. I 1965 blev Sandnes kommune udvidet med dele af den gamle Hetland kommune. Resten af Hetland kommune gik ind i Stavanger. Hele gamle Høyland og Høle kommuner indgik også i Sandnes.
Sandnes var mest kendt for sin teglværks- og pottemagerindustri. Byen ligger inderst i Gandsfjorden, og lergrund findes overalt i byen med de største forekomster på byens østside. Virksomheder, som har arbejdet med teglsten og pottemageri helt op til nyere tid, er Gann Graveren og Simonsen-familien. I den senere tid har produktion af tekstilprodukter og cykler været vigtigere. Virksomheder som Øglend og Pioneer satte også præg på byen. I dag er det olie, forskning, data og et aktivt forretningsmiljø, som præger byen.
Jonas Øglænd etablerede i 1892 Øglænd Cyklelager, som blev forløberen til Den Beste Sykkel (DBS). Længe var DBS-sykkelen Sandnes mest kendte eksportvare. Konkurrencen på markedet blev efterhånden hårdere, og på trods af modernisering og ny teknologi blev produktionen flyttet bort. Der er i dag ingen cykelprodution i Sandnes, men der er fortsat produktudvikling, markedsføring, salg og logistik i Sandnes. Med den stærke tilknytning til cykler er byen blevet regnet som Norges cykelby. Der blev etableret cykelstier (såkaldte "røde løbere"), cykelture blev afmærket, og man introducerede en udlejeordning for cykler (bycyklen).

## Politik
Stanley Wirak(Arbeiderpartiet) var borgmester efter valget i 2011. Sammen med FRP (Fremskrittspartiet), ved et valg teknisk samarbejde, har de to parter et flertal i byrådet.
Sandnes har venskabsbyforbindelse med Mariestad (Sverige),
Perniö (Finland) og Nyborg (Danmark).

## Kultur
Sandnes er partner sammen med Stavanger kommune og Rogaland fylkeskommune, når Stavangerregionen skal have status som Europeisk kulturhovedstad i 2008.
I 2001 fik Sandnes udmærkelsen Årets kulturkommune i Rogaland for offensiv satsning inden for kulturområdet. Kommunen var tidligt ude med etablering af musikskole og har længe haft et bredt frivilligt kulturliv. Ved tusindårsskiftet blev Sandnes kulturhus åbnet. Sandnes museum er en del af Jærmuséet og får et nyt regionalt videncenter, som skal åbnes i 2008. Etablering af nyt bibliotek og ny biograf er andre nye tiltag i kulturlivet i Sandnes.

## Handelsby
Byen er kendt for gode handelsmuligheder, og blandt dem finder vi landets længste gågade Langgaden og landets største handelscenter. Amfi Vågen ligger delvis i en gammel fabrik i Vågen, mens indkøbscenteret Steen & Strøm Kvadrat, som er Norges største, ligger på Lura lige syd for grænsen til Stavanger kommune. Hvert år fejres Jentebølgen her.

## Bydele
Sandnes kommune består af 13 bydele
Bydele, folketal pr. 1.1.2004: 
- Lura 6980
- Trones og Sentrum 6628
- Stangeland 4936
- Soma 926
- Malmheim 1061
- Sandved 4774
- Ganddal 5009
- Figgjo 1727
- Austrått 9033
- Hana 7145
- Sviland 992
- Riska 6479
- Høle 883